# Dasyhelea ampla
Dasyhelea ampla är en tvåvingeart som beskrevs av Art Borkent 1997. Dasyhelea ampla ingår i släktet Dasyhelea och familjen svidknott. Inga underarter finns listade i Catalogue of Life.